# Kampinoski Szlak Rowerowy
 Kampinoski Szlak Rowerowy – szlak biegnący wokół Kampinoskiego Parku Narodowego o łącznej długości 144,5 km. 

## Opis
Szlak rozpoczyna się w Wólce Węglowej, tuż przy zachodniej granicy Warszawy. Biegnie przede wszystkim poza granicami Kampinoskiego Parku Narodowego, co spowodowane jest trudnymi warunkami jazdy wewnątrz Parku (liczne tereny bagienne i piaszczyste wydmy). Najbardziej atrakcyjny odcinek szlaku poprowadzony został pomiędzy Lesznem a Żelazową Wolą. Kampinoski Szlak Rowerowy biegnie przede wszystkim po drogach o nawierzchni asfaltowej i po drogach gruntowych. Oznakowanie szlaku nie jest wystarczające do pokonania go bez własnej mapy lub GPS. Wzdłuż jego trasy znajdują się wiaty turystyczne, kosze na śmieci, a także sklepy spożywcze. 

## Szlaki łącznikowe

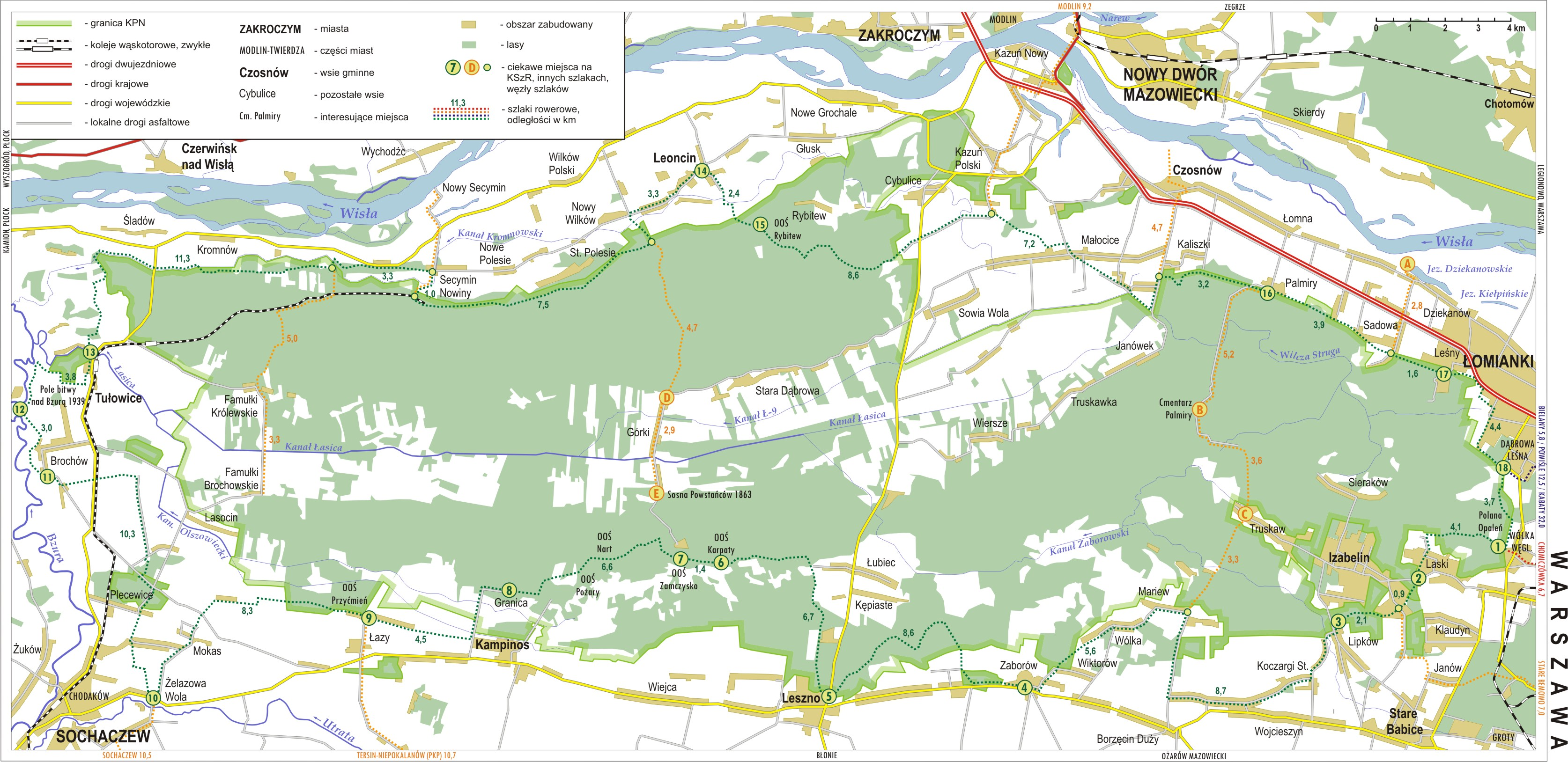
Mapa KSzR

Do Kampinoskiego Szlaku Rowerowego dochodzą łącznikowe szlaki rowerowe: 
- (z Niepokalanowa, Sochaczewa, Secymina, Modlina, Czosnowa, Dziekanowa i Starego Bemowa)
- (z Chomiczówki)
- (z Powsina przez Powiśle).

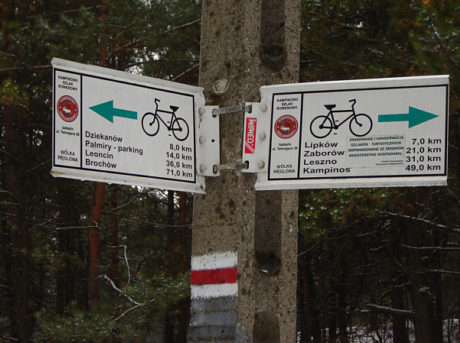
Oznakowanie KSzR

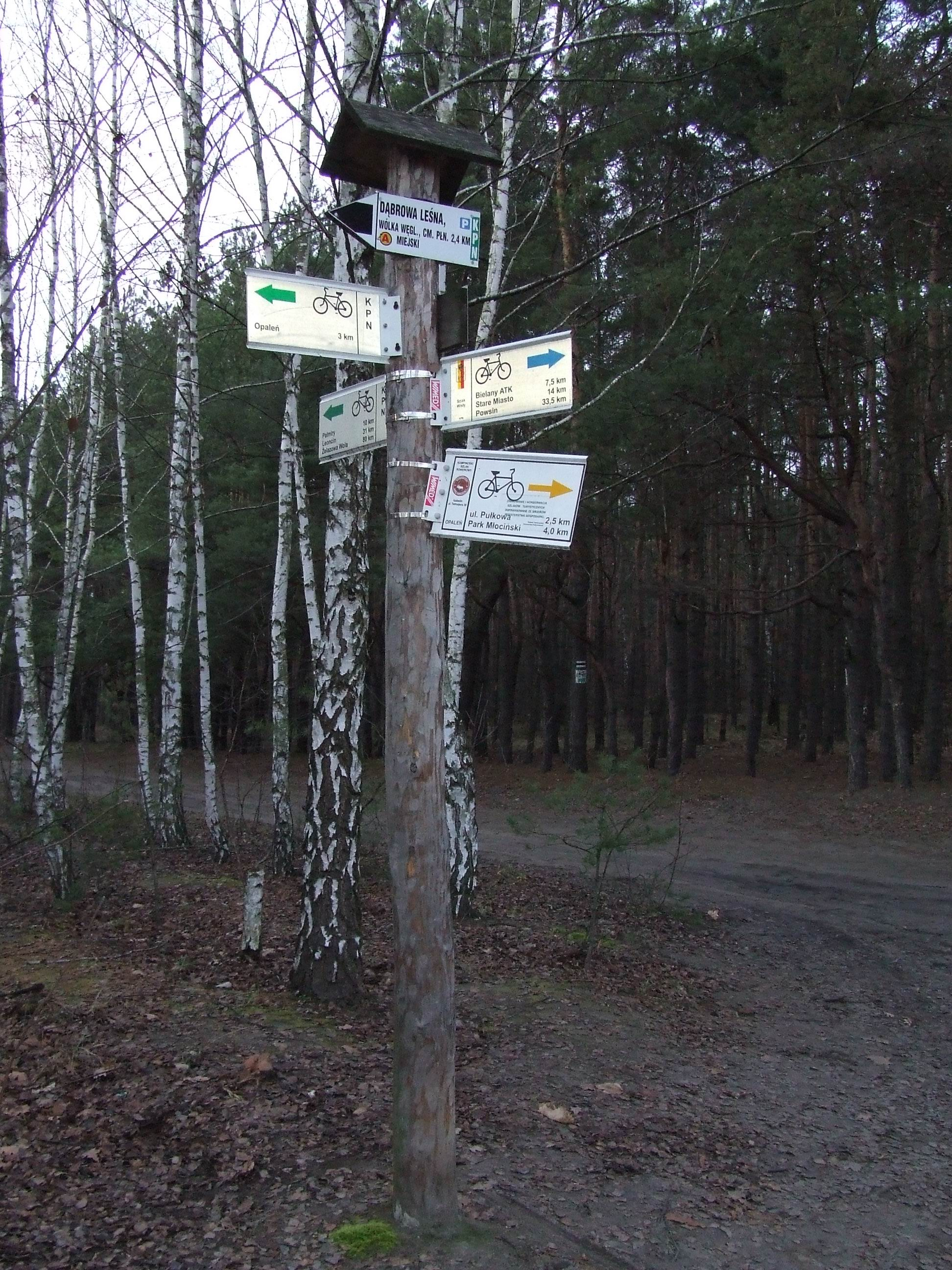
Miejsce styku szlaków w Dąbrowie Leśnej

## Bieg szlaku
km – miejscowość
- 0,0 – Wólka Węglowa (uroczysko Opaleń)
- 7,5 – Lipków
- 22,0 – Zaborów
- 31,0 – Leszno
- 47,5 – Granica (ośrodek dydaktyczny KPN)
- 61,5 – Żelazowa Wola
- 75,0 – Brochów
- 81,5 – Tułowice
- 97,5 – Nowiny
- 98,5 – Piaski Królewskie
- 110,5 – Leoncin
- 119,0 – Cybulice Duże
- 126,0 – Małocice
- 133,5 – Palmiry
- 137,5 – Łomianki (Sadowa)
- 139,0 – Łomianki (Dziekanów Leśny)
- 141,0 – Dąbrowa Zachodnia (Biały Domek)
- 142,0 – Dąbrowa Leśna (parking)
- 144,5 – Wólka Węglowa (uroczysko Opaleń)